# Hyundai
Hyundai (korejsky 현대 Hjonde, výslovnost [ˈhjʌndɛ]IPA) je jihokorejský podnik. Jeho výrobní náplní je strojírenská výroba, stavba lodí, chemická výroba, elektronika a výroba automobilů.

## Historie
Firmu založil v roce 1947 Čong Ču-jong (anglicky Chung Ju Yung) jako opravárenský podnik pro nákladní a osobní vozy. V roce 1967 vznikla divize vyrábějící automobily Hyundai Motor Company. Jeho další divize Hyundai Heavy Industries je největším výrobcem lodí na světě.

## Hyundai Motor Group
V roce 1999 zakoupila společnost Hyundai jihokorejského výrobce automobilů Kia Motors a Hyundai Motor Company byla přetvořena na Hyundai Kia Automotive Group. Hyundai Motor Company nadále existuje a zastřešuje výhradně tuto automobilovou značku. Kvalita vozů se neustále zvyšuje. Hyundai zaznamenal spolu s Kii za deset let obrovský pokrok, tak velký jako žádná jiná automobilka za deset let.[zdroj?] V roce 2009 se stala společnost Hyundai Motor Company s 4 645 776 vyrobenými vozy 5. největším automobilovým výrobcem na světě.
V listopadu roku 2008 byla otevřena továrna Hyundai Motor Manufacturing Czech v Nošovicích.

## Modely

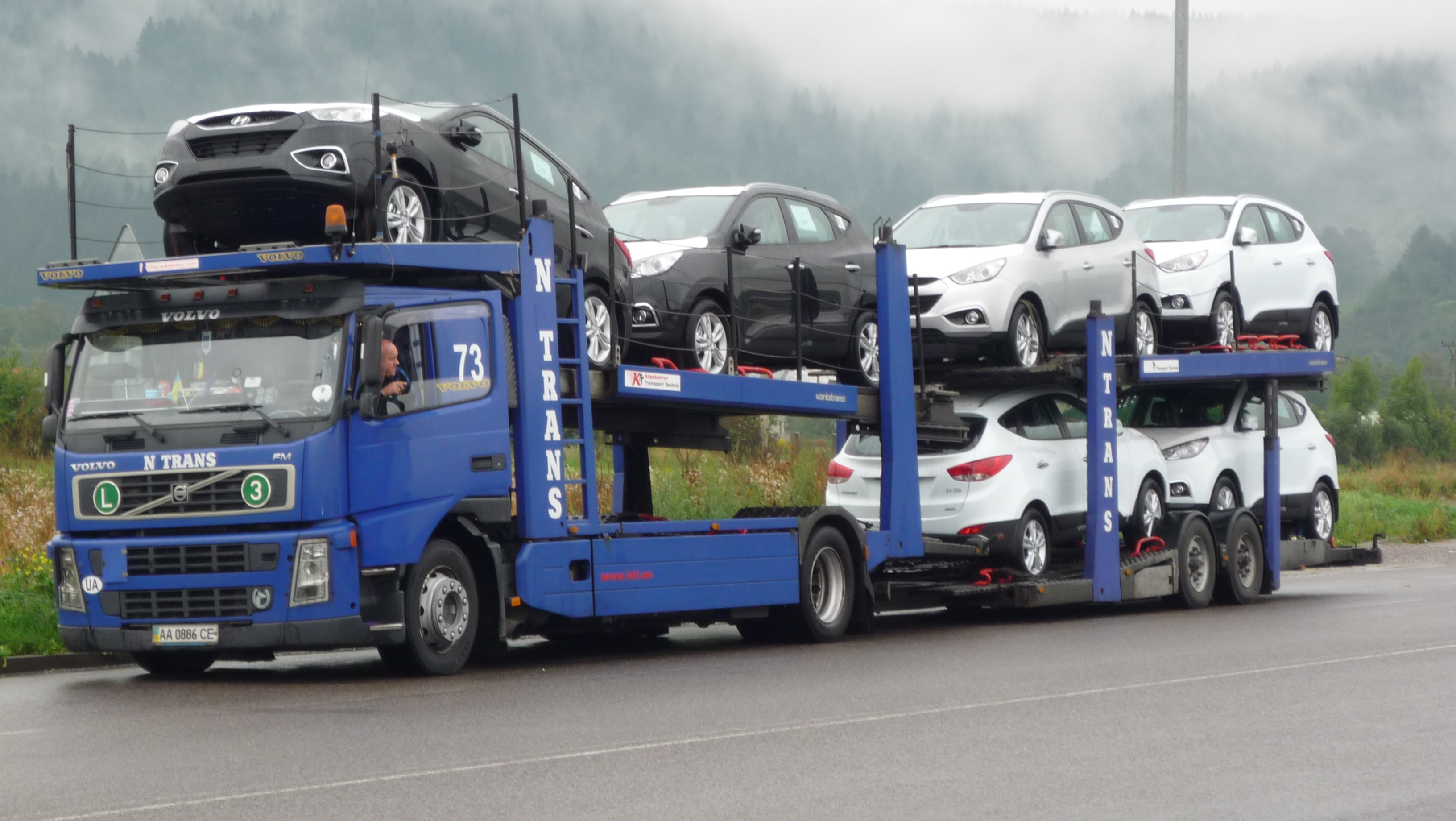
Hyundai ix35

### Současné modely

#### Hatchbacky
- i10
- i20
- i30
- HB20 (Brazílie)

#### Sedany
- Accent/Verna (mimo Evropu)
- Aura/Grand 10 Sedan (Indie)
- Celesta (Čína)
- Elantra
- Grandeur (Jižní Korea)
- HB20S (Brazílie)
- Ioniq 6
- Lafesta (Čína)
- Mistra (Čína)
- Sonata (mimo Evropu)

#### SUV/Crossovery
- Alcazar (Indie)
- Bayon
- Casper (Jižní Korea)
- Creta
- Ioniq 5
- Ioniq 9
- Kona
- Mufasa (Čína)
- Nexo
- Palisade
- Santa Fe
- Tucson
- Venue (mimo Evropu)

Pick-upy
- Santa Cruz (Severní Amerika)

MPV/Vany
- Custo (Čína)
- H-1
- Staria
- Stargazer (Asie)

#### Starší modely
| Model               | Rok výroby | Rok výroby | Nástupce       |
| Model               | Od         | Do         | Nástupce       |
| ------------------- | ---------- | ---------- | -------------- |
| Aslan               | 2014       | 2017       |                |
| Atos                | 1997       | 2014       | i10 Eon        |
| Getz                | 2002       | 2011       | i20            |
| Coupé/Tiburon       | 1996       | 2008       | Veloster       |
| Dynasty             | 1996       | 2005       | Aslan          |
| Eon                 | 2011       | 2019       | Santro         |
| Equus               | 1999       | 2016       | Genesis G90    |
| Excel               | 1985       | 2000       | Accent         |
| Genesis             | 2007       | 2016       | Genesis G80    |
| Genesis Coupe       | 2008       | 2016       |                |
| Galloper            | 1991       | 2004       | Terracan       |
| i40                 | 2011       | 2019       | Sonata         |
| Ioniq               | 2016       | 2022       | Elantra Hybrid |
| ix20                | 2010       | 2019       |                |
| ix35                | 2017       | 2023       | Mufasa         |
| ix55/Veracruz       | 2006       | 2012       | Maxcruz        |
| Matrix              | 2001       | 2010       | ix20           |
| Maxcruz/Santa Fe XL | 2013       | 2019       | Palisade       |
| Pony                | 1975       | 1990       | Excel Elantra  |
| Santamo             | 1996       | 2003       |                |
| Santro              | 2018       | 2022       |                |
| Scoupe              | 1988       | 1995       | Coupé          |
| Starex              | 1997       | 2021       | Staria         |
| Stellar             | 1983       | 1992       | Sonata Elantra |
| Terracan            | 2001       | 2011       | ix55           |
| Trajet              | 1999       | 2008       |                |
| Veloster            | 2011       | 2022       |                |
| Xcent               | 2014       | 2023       | Aura           |

### Připravované modely
Jednim z připravovaných modelů firmy Hyundai je elektrický vůz Inster, inspirovaný modelem Casper. Tento model, nabízí kompaktní SUV design s moderními LED světly a futuristickými prvky. INSTER bude mít dojezd 355 km dle standardu WLTP a svůj debut zažije na Busan International Mobility Show.

## Zajímavosti
Slovo hjonde znamená korejsky „moderní“.
Automobilka Hyundai v letech 1996–1999 poskytovala díly z vozu Accent na výrobu vozidel Tatra Beta.